# Српска православна црква Светог Николе у Чортановцима
Српска православна црква Светог Николе у Чортановцима, на ободу Фрушке горе, подигнута је у првој половини 19. века и под заштитом је државе Србије као споменик културе од великог значаја. О настанку храма сведочи уговор склопљен 1827. године између општине и Карла Хаскија, зидарског мајстора из Митровице.

## Изглед
Црква у Чортановцима је посвећена Светом Николи у Чортановцима, саграђена је као једнобродна грађевина са полукружном олтарском апсидом и нижим звоником на западној страни. Уобичајену хоризонталну и вертикалну поделу соклом, кровним венцем и пиластрима допуњују по три степенасто усечене и полукружно завршене нише за прозоре на северној и јужној фасади. Звоник у приземном делу решен је као отворено предворје.
Резбарија олтарске преграде са преовлађујућим барокним биљним мотивима комбинованим са таласасто изувијаним формама, дело је непознатог мајстора из друге половине 18. века. Иконе се приписују Григорију Јездимировићу, следбенику стила Теодора Крачуна, са којим је сарађивао на сликању главног иконостаса Саборне цркве у Сремским Карловцима. То је био сликар недовољног образовања и без веће креативне моћи. Иконостас је првобитно био намењен цркви у Лединцима, а у већој, чортановачкој цркви, додати су поједини делови ради попуњавања простора и учвршћења резбарија.